# Робин Худ: Принцът на крадците
Робин Худ: Принцът на крадците (на английски: Robin Hood: Prince of Thieves) е американско-британски приключенски филм от 1991 г. на режисьора Кевин Рейнолдс.

## Актьорски състав
| Актьор                     | Роля                        |
| -------------------------- | --------------------------- |
| Кевин Костнър              | Робин от Локсли             |
| Морган Фрийман             | Азим                        |
| Мери Елизабет Мастрантонио | Мариан Дюбоа                |
| Крисчън Слейтър            | Уил Скарлет                 |
| Алън Рикман                | Джордж, шерифът на Нотингам |
| Джералдин Макюън           | Мортиана                    |

## Награди и номинации
| Награда                              | Категория                           | Номиниран(и)                        | Резултат  |
| ------------------------------------ | ----------------------------------- | ----------------------------------- | --------- |
| Награди на филмовата академия на САЩ | Най-добра оригинална песен          | „(Everything I Do) I Do It for You“ | номинация |
| Награда на БАФТА                     | Най-добър актьор в поддържаща роля  | Алън Рикман                         | награда   |
| Награда на БАФТА                     | Най-добри костюми                   | Джон Блумфийлд                      | номинация |
| Златен глобус                        | Най-добра филмова музика            | Майкъл Кеймън                       | номинация |
| Златен глобус                        | Най-добра оригинална песен          | „(Everything I Do) I Do It for You“ | номинация |
| Сатурн                               | Най-добър фентъзи филм              | Най-добър фентъзи филм              | номинация |
| Сатурн                               | Най-добър актьор                    | Кевин Костнър                       | номинация |
| Сатурн                               | Най-добър актьор в поддържаща роля  | Алън Рикман                         | номинация |
| Сатурн                               | Най-добра актриса в поддържаща роля | Мери Елизабет Мастрантонио          | номинация |
| Сатурн                               | Най-добри костюми                   | Джон Блумфийлд                      | номинация |
| Златна малинка                       | Най-лош актьор                      | Кевин Костнър                       | награда   |
| Златна малинка                       | Най-лош актьор в поддържаща роля    | Крисчън Слейтър                     | номинация |